# Dolmen de l’Hôtel-Dieu

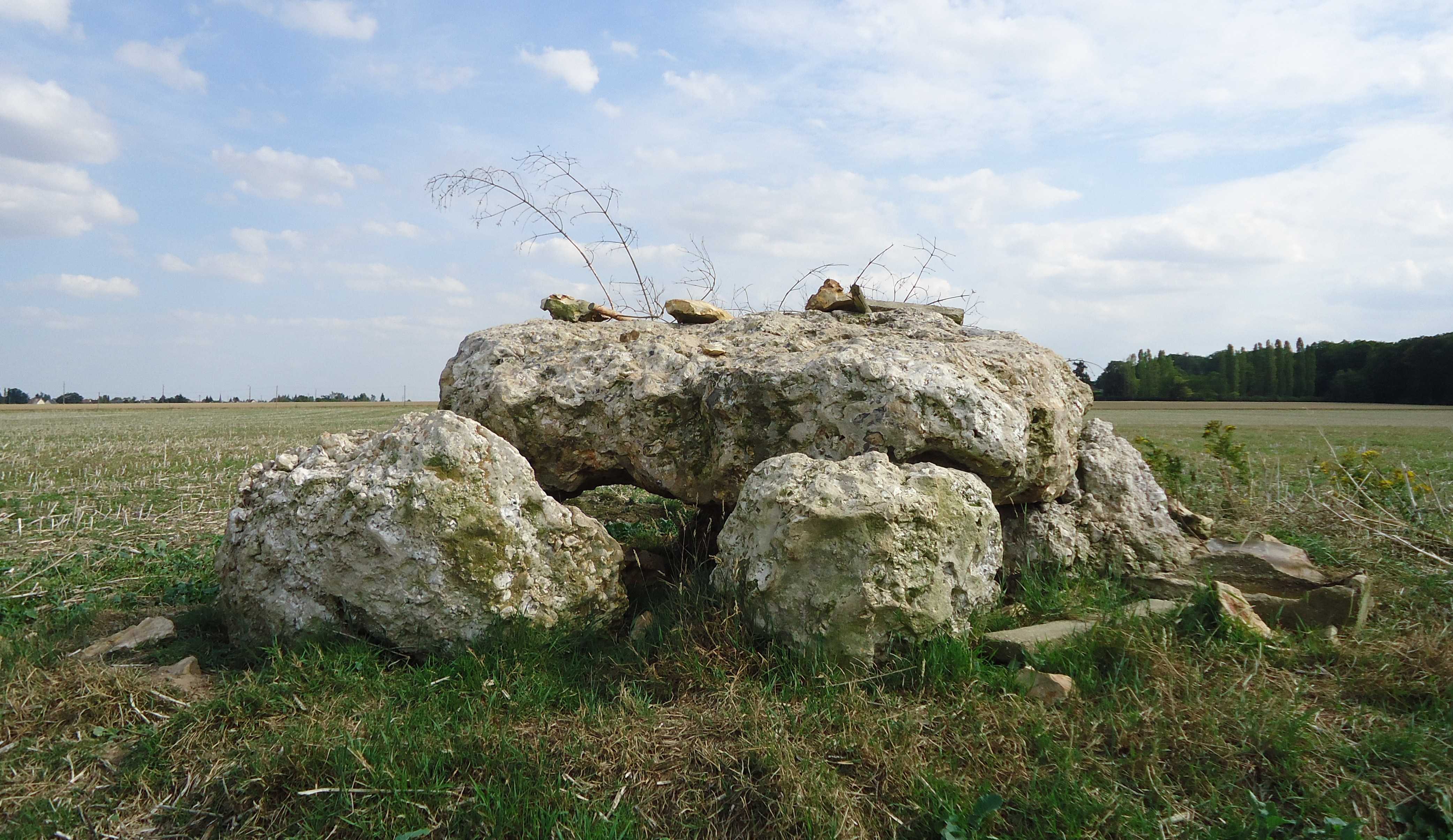
Dolmen de l’Hotel-Dieu

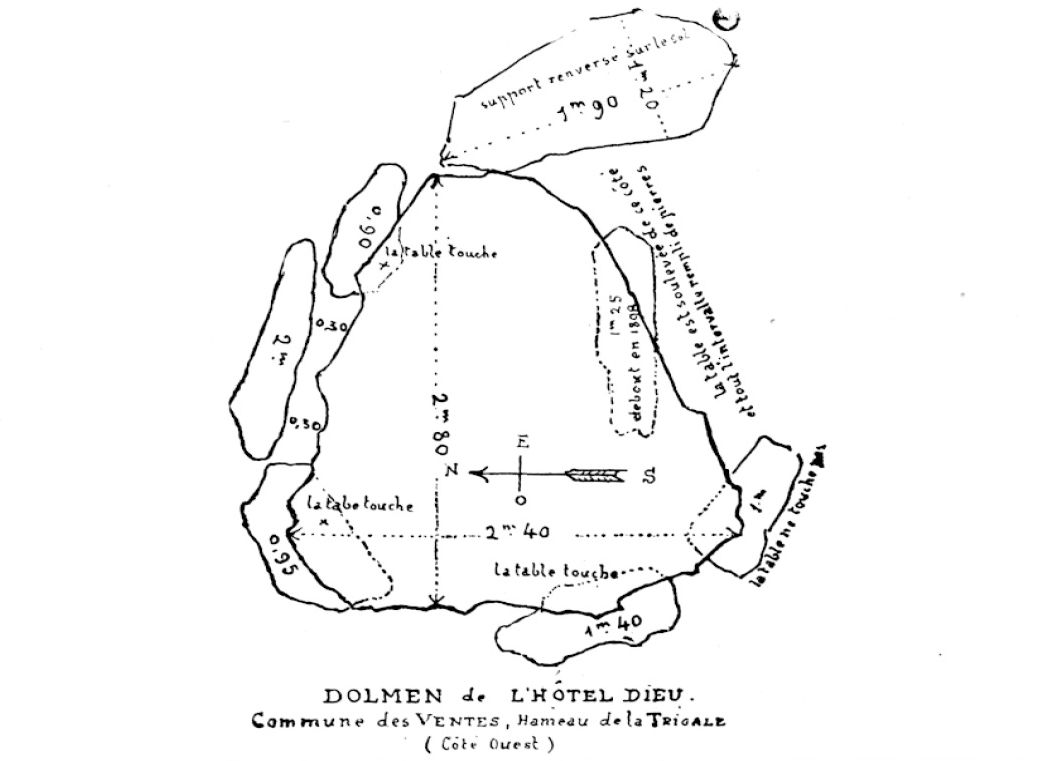
Plan des Dolmens de l’Hotel-Dieu von 1898

Der Dolmen de l’Hôtel-Dieu (deutsch Gotteshaus) ist ein Dolmen in „La Trigale“ in der Gemeinde Les Ventes im Département Eure in der Normandie in Frankreich. Die Megalithanlage liegt in der Mitte eines Feldes im Nordwesten der Stadt in der Nähe der Farm l’Hôtel-Dieu, der sie ihren Namen verdankt. Dolmen ist in Frankreich der Oberbegriff für Megalithanlagen aller Art (siehe: Französische Nomenklatur).

## Beschreibung
Der Dolmen besteht aus sieben erhaltenen Tragsteinen, von denen der größte 1,9 m lang ist. Die etwa dreieckige Deckenplatte aus Puddingstein misst etwa 2,6 × 2,1 m, ist 0,8 m dick und wird von drei Tragsteinen unterstützt. Die Höhe des Denkmals überschreitet 1,2 m nicht. Der Boden des Grabes ist mit Steinen bedeckt. Sie sind im Allgemeinen quadratisch und messen 10 bis 40 cm bei einer Dicke von etwa 8,0 cm. Der Boden des von Leon Coutil dokumentierten Dolmens war mit einer 40 cm dicken archäologischen Schicht bedeckt.
Die 1967 von Jean-Pierre Watté erfolgte Untersuchung des neolithischen Denkmals führte zur Entdeckung vieler Knochenfragmente, die zu zwei Körpern gehörten. Des Weiteren wurden Feuersteinobjekte (eine geschliffene Axt, ein Schaber, ein Meißel, Pfeilspitzen), Fragmente von Schmuck, eine Muschel (Nucella lapillus) eine birnenförmige Perle und kleine Keramikscherben (weniger als 6 cm) gefunden.